# 阿里山櫻花
阿里山櫻花（学名：Prunus transarisanensis）为薔薇科李屬下的一个种。

## 扩展阅读
- 維基物種上的相關：阿里山櫻花